# Benazir Bhutto
Benazir Bhutto of Bhoetto (Urdu: بینظیر بھٹو) (Karachi, 21 juni 1953 – Rawalpindi, 27 december 2007) was een Pakistaanse politica. Van 1988 tot 1990 en van 1993 tot 1996 was ze premier van het land.
Zij was de oudste dochter van de op 4 april 1979 terechtgestelde oud-premier en oud-president Zulfikar Ali Bhutto en was een felle tegenstander van de voormalige Pakistaanse president, Pervez Musharraf.
Vlak na een verkiezingstoespraak voor de Pakistaanse verkiezingen van 2008 kwam ze als oppositieleidster na een zelfmoordaanslag om het leven.

## Levensloop

### Achtergrond
Benazir Bhutto werd in 1953 geboren in Karachi. Ze was de oudste dochter van oud minister-president Zulfikar Ali Bhutto, die van Sindhi-komaf was, en Begum Nusrat Ispahani, een Pakistaanse van Iraans-Koerdische komaf.

### Vroege carrière
Benazir Bhutto kreeg aanvankelijk thuisonderwijs, maar studeerde daarna aan de Harvard-universiteit en aan de Universiteit van Oxford. Na haar studie keerde zij na acht jaar in 1977 naar Pakistan terug. In maart 1978 werd haar vader ter dood veroordeeld. Vanuit de gevangenis spoorde Zulfiqar Ali zijn dochter aan om zijn politieke carrière voort te zetten. Na de dood van haar vader nam ze samen met haar moeder, Begum Nusrat Bhutto, de leiding van de Pakistan Peoples Party (PPP) op zich. Spoedig daarna werden beide vrouwen door president Zia-ul-Haq onder huisarrest gesteld. Zia was degene die Zulfiqar Ali Bhutto had afgezet en hem later had laten ophangen.
In 1984 kreeg Benazir toestemming om naar Groot-Brittannië te gaan voor een medische behandeling. Ze had een chronische oorontsteking en was aan één kant doof geworden.

### Verzet
In 1986 keerde ze terug naar Pakistan, waar de situatie onrustig was geworden en het verzet tegen dictator Zia-ul-Haq toenam. Benazir en Nusrat namen de leiding van het verzet op zich en na het vliegtuigongeluk van Zia-ul-Haq (augustus 1988) werden er vrije verkiezingen gehouden. Deze verkiezingen werden door de centrumlinkse (islamitisch-socialistische) PPP gewonnen, waarna Benazir Bhutto premier werd. Daarmee werd ze de eerste vrouwelijke premier van een islamitische republiek. Het regime werd echter gekenmerkt door corruptie en vriendjespolitiek. In 1990 werd zij door president Ghulam Ishaq Khan ontslagen.

### Regering
Nadat premier Nawaz Sharif in 1993, om dezelfde redenen als Bhutto, was ontslagen, werd Bhutto opnieuw minister-president.
Haar tweede regering (een coalitie tussen de PPP en de Muslim League), werd bij de verkiezingen van 1997 verslagen door de Muslim League van de oud-premier Nawaz Sharif.

### Emancipatiepolitiek
Benazir Bhutto stond bekend als voorvechtster van de rechten van moslimvrouwen in Pakistan. Tijdens haar verkiezingscampagnes ventileerde ze haar bezorgdheid over het gebrek aan vrouwenrechten en laakte ze discriminatiepraktijken tegen Pakistaanse vrouwen. Om de positie van de vrouw te verbeteren, kondigde Bhutto plannen aan voor de oprichting van politiebureaus, rechtbanken en ontwikkelingsbanken voor vrouwen. Ondanks deze plannen stelde ze tijdens haar regeringsperiodes nooit wetswijzigingen voor om de welvaart van de vrouw te verbeteren. Tijdens haar verkiezingscampagnes beloofde ze ook om controversiële vrouwonvriendelijke Sharia-wetten terug te draaien, maar haar partij wist deze belofte nooit waar te maken door grote tegenstand van oppositiepartijen. In 2008 werd zij een van de zeven winnaars van de Mensenrechtenprijs van de Verenigde Naties.

### Onderzoek naar witwaspraktijken
De Zwitserse justitie deed, nadat er in 1998 ongeveer twintig miljoen Zwitserse franken op Zwitserse bankrekeningen van Bhutto en haar familie waren gevonden, jarenlang onderzoek naar mogelijk door haar en haar echtgenoot (Asif Ali Zardari) begane witwaspraktijken van smeergelden door middel van Zwitserse banken. In 2003 waren beide bij verstek veroordeeld maar omdat ze in hoger beroep waren gegaan, werd het onderzoek in 2004 heropend. Bhutto heeft de aantijgingen steeds ontkend en beweerde dat de kwestie een politieke achtergrond had. In 2007 werd het justitieel onderzoek vanwege haar overlijden beëindigd. Deze stopzetting gold niet voor haar echtgenoot.

### Ballingschap
Bhutto vestigde zich in 1999 in Dubai om gerechtelijke vervolging te ontlopen. Haar echtgenoot Asif Ali Zardari werd echter gearresteerd en veroordeeld wegens corruptie. Hij kwam na acht jaar gevangenschap in december 2004 op borgtocht vrij.
Bhutto en Sharif, onder de democratie niet tot enige samenwerking in staat, riepen sinds 1999 regelmatig in gezamenlijke verklaringen op tot het aftreden van president Musharraf en het houden van vrije verkiezingen. Beide oud-premiers hadden een zogenaamd "Charter of Democracy" opgesteld, wat hun handboek zou worden voor de volgende verkiezingen.
In 2007 liet Musharraf de aanklacht wegens corruptie vallen, naar verluidt in ruil voor steun van Bhutto's partij bij de presidentsverkiezingen, waarna Benazir Bhutto op 18 oktober 2007 naar Pakistan terugkeerde. Bij haar aankomst overleefde ze een zware aanslag op haar leven, waarbij meer dan 140 doden vielen.
Op 8 november 2007 werd Bhutto door president Musharraf onder huisarrest geplaatst, officieel om haar veiligheid te garanderen. In de praktijk was het huisarrest bedoeld om te voorkomen dat ze een protestmars tegen de zittende president Pervez Musharraf zou organiseren.

## Aanslag
Anderhalve maand later, op donderdag 27 december 2007, kwam Benazir Bhutto op 54-jarige leeftijd alsnog door een aanslag om het leven nadat ze een verkiezingstoespraak had gehouden op een politieke bijeenkomst van de Pakistan Peoples Party in Rawalpindi.
Nadat Bhutto in haar kogelvrije auto was gestapt, stond ze op om naar de menigte te wuiven. Op dat moment beschoot een man haar met een vuurwapen. Daarna blies een vermoedelijke handlanger zichzelf op, waardoor nog zeker twintig andere mensen om het leven kwamen. Bhutto werd direct na de aanslag naar het ziekenhuis in Rawalpindi gebracht. Een persvoorlichter verklaarde dat haar dood, om 18.16 uur lokale tijd, het gevolg was van een beschadiging van haar halswervels door een intredende kogel.
Het lichaam van Benazir Bhutto werd op 28 december 2007 bijgezet in het familiegraf in Garhi Khuda Bakhsh.

## Nasleep
Direct na de moord op Bhutto braken in diverse Pakistaanse steden rellen uit door boze aanhangers van Bhutto die de regering van Musharraf beschuldigden van nalatigheid en pogingen de aanslag te verdoezelen. De moordaanslag bracht bij veel politici over de gehele wereld een grote schok teweeg, en werd met afschuw veroordeeld. Een dag later, op 28 december, eiste de islamistische terreurgroep Al Qaida de aanslag op. Volgens het Pakistaans ministerie van Binnenlandse Zaken in Islamabad bewijst een onderschept telefoongesprek van Al Qaida dat Baitullah Mehsud achter de aanslag zit. Er is echter nog niet met zekerheid vastgesteld dat Al Qaida daadwerkelijk achter de aanslag zit. Haar zoon Bilawal Bhutto Zardari volgde haar op als partijvoorzitter van de Pakistan Peoples Party.
Liaquat Ali Khan · Khawaja Nazimuddin · Muhammad Ali Bogra · Chaudhry Muhammad Ali · Huseyn Shaheed Suhrawardy · Ibrahim Ismail Chundrigar · Feroz Khan Noon · Mohammed Ayub Khan · Nurul Amin · Zulfikar Ali Bhutto · Muhammad Khan Junejo · Benazir Bhutto · Ghulam Mustafa Jatoi ·
Nawaz Sharif · Balakh Sher Mazari · Nawaz Sharif · Moeenuddin Ahmad Qureshi · Benazir Bhutto · Malik Meraj Khalid · Nawaz Sharif · Pervez Musharraf · Zafarullah Khan Jamali · Chaudhry Shujaat Hussain · Shaukat Aziz · Muhammad Mian Soomro · Yousaf Raza Gilani · Raja Pervez Ashraf ·
Mir Hazar Khan Khoso · Nawaz Sharif · Shahid Khaqan Abbasi · Nasirul Mulk · Imran Khan · Shehbaz Sharif · Anwar ul Haq Kakar · Shehbaz Sharif